# Camtealhuchum II
Camtealhuchum II är en ort i Mexiko.   Den ligger i kommunen Larráinzar och delstaten Chiapas, i den sydöstra delen av landet, 700 km öster om huvudstaden Mexico City. Camtealhuchum II ligger 1 974 meter över havet och antalet invånare är 127.
Terrängen runt Camtealhuchum II är kuperad söderut, men norrut är den bergig. Runt Camtealhuchum II är det ganska tätbefolkat, med 166 invånare per kvadratkilometer. Närmaste större samhälle är Bochil, 14,5 km nordväst om Camtealhuchum II. I omgivningarna runt Camtealhuchum II växer i huvudsak städsegrön lövskog.